# Teatro de operações da Ásia e Pacífico na Primeira Guerra Mundial
O Teatro de Operações da Ásia e Pacífico na Primeira Guerra Mundial foi uma série de conquistas sem derramamento de sangue em grande parte das posses coloniais alemãs no Oceano Pacífico e China. A ação militar mais significativa foi bem executado Cerco de Tsingtao (atualmente Qingdao, China), mas as ações menores também foram significativas como em Bita Paka e Toma na Nova Guiné Alemã. Todos os outros bens alemães e austro-húngaros na Ásia e no Pacífico cairam sem derramamento de sangue. A guerra naval era comum; todas as potências coloniais possuiam esquadras navais estacionadas nos Oceanos Índico e Pacífico. Essas frotas eram operadas através do apoio às invasões dos territórios alemães detidos, destruindo assim a Esquadra Naval Alemã da Ásia Oriental.

## Ofensivas aliadas no Pacífico
Uma das primeiras ofensivas terrestres no Pacífico foi a Ocupação da Samoa Alemã em agosto de 1914 pelas forças da Nova Zelândia. A campanha para tomar a Samoa terminou sem derramamento de sangue após mais de mil neozelandeses desembarcarem na colônia alemã, apoiados por um esquadrão naval francês e um australiano.
As forças australianas atacaram a Nova Guiné Alemã em setembro de 1914: 500 australianos encontraram 300 policiais alemães e nativos na Batalha de Bita Paka; os aliados ganharam o dia e os alemães recuaram para Toma. A companhia de australianos e um navio de guerra britânico sitiou os alemães e seus súditos coloniais, terminando assim sem nenhuma baixa, com uma rendição alemã. Após a queda de Toma, apenas pequenas forças alemãs foram deixadas na Nova Guiné e estas capitularam uma vez cercadas pelas forças australianas. A única exceção foi uma pequena expedição sob o comando de Hermann Detzner, que conseguiu iludir uma patrulha australiana para se manter no interior da ilha até o final da guerra.
A Micronésia Alemã, as Marianas, as Carolinas e as Ilhas Marshall também foram tomadas pelas forças aliadas durante a guerra, tudo sem oposição.

## Retiro da Esquadra Naval Alemã da Ásia Oriental
Quando a guerra foi declarada na Alemanha em 1914, a Esquadra Naval Alemã da Ásia Oriental retirou-se da sua base em Tsingtao e tentou fazer o seu caminho através do leste do Pacífico de volta para a Alemanha. A frota invadiu vários alvos dos Aliados, uma vez que rumava pelo Pacífico. Cruzadores invadiram uma estação de cabo em Fanning, e em seguida, voltaram com a esquadra. Mais tarde, as forças alemãs atacaram Papeete, onde o Almirante Maximilian von Spee com seus dois cruzadores blindados afundaram uma canhoneira francesa e um cargueiro, antes de bombardear as baterias na costa de Papeete.

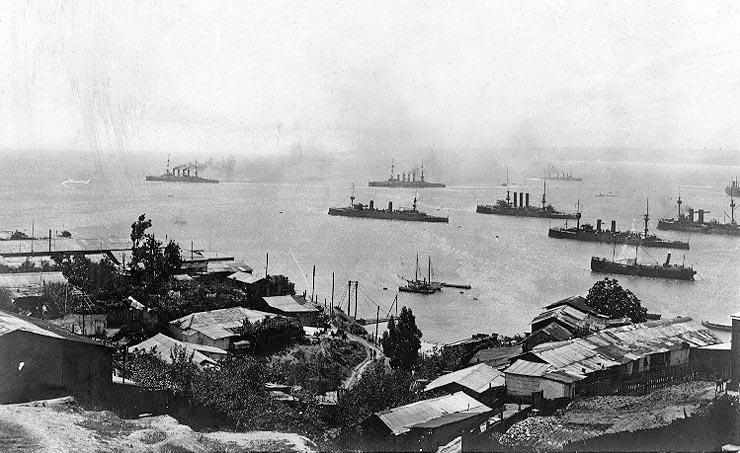
A frota alemã no Chile em novembro de 1914, após a Batalha de Coronel.

O próximo compromisso foi travado fora do Chile na Batalha de Coronel em 1 de novembro de 1914, onde o Almirante Spee ganhou a batalha, derrotando uma esquadra britânica, que havia sido enviada para destruí-lo. Seus dois cruzadores blindados e três leves afundaram dois cruzadores blindados da Marinha Real Britânica, e forçou um cruzador leve britânico ajudá-lo a fugir. Mais de 1.500 marinheiros britânicos foram mortos enquanto apenas três alemães foram feridos. A vitória não durou por muito tempo, tendo a frota alemã sido derrotada em águas do Atlântico na Batalha das Ilhas Falkland, em dezembro de 1914. Spee perdeu a auto-confiança após ver o SMS Scharnhorst destruido.
A única embarcação alemã que conseguiu escapar das Malvinas foi o cruzador leve Dresden e o auxiliar Seydlitz. Seydlitz fugiu para o Atlântico antes de ser interceptado pela neutra Argentina, enquanto o Dresden recuou para o Pacífico. O Dresden em seguida, tentou agir como um cruzador comercial, sem muito sucesso, até março de 1915, quando seus motores começaram a quebrar. Sem meios de conseguir reparos, o cruzador alemão navegou em águas neutras chilenas na ilha de Más a Tierra, onde foi encurralado pelas forças navais britânicas. Depois de uma curta batalha em que seus quatro tripulantes foram mortos, o Dresden foi forçado a entregar toda a tripulação às autoridades chilenas.

## O Cerco de Tsingtao

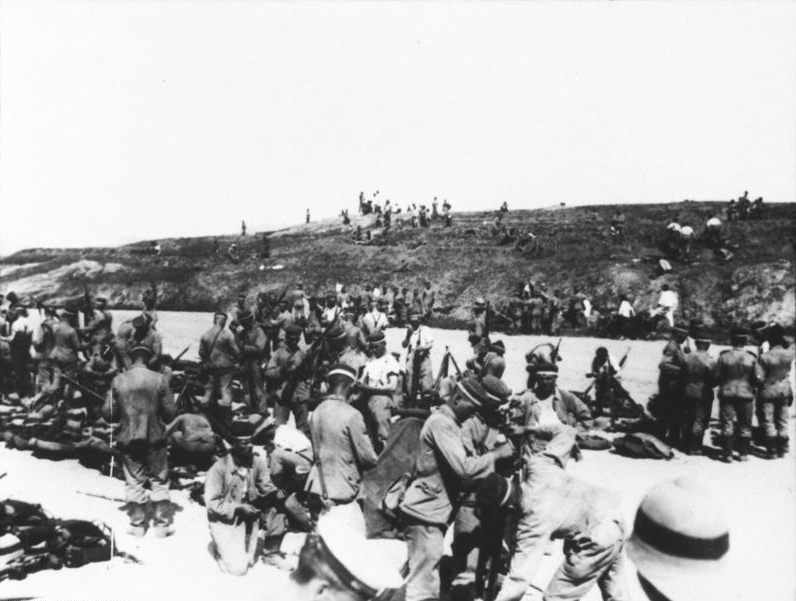
A linha de frente alemã em Tsingtao.

Tsingtao foi a base alemã mais importante na área. Ela foi defendida por 600 soldados alemães apoiados por 3400 tropas coloniais chinesas e soldados e marinheiros austro-húngaros que ocupavam uma fortaleza bem concebida. Apoiados por um pequeno número de defesnsores da Kaiserliche Marine e da Marinha Austro-Húngara. Os japoneses enviaram quase uma frota toda para a área, incluindo seis navios de guerra e 50.000 soldados. Os britânicos enviaram duas unidades militares para a batalha de uma guarnição em Tientsin, que chegava a 1.600.
O bombardeio ao forte começou em 31 de outubro. Um assalto foi feito pelo Exército imperial japonês na noite de 6 de novembro. A guarnição se rendeu no dia seguinte. As vítimas da batalha foram 200 no lado alemão e 1455 no lado dos Aliados. Um cruzador aliado que protegia a retaguarda foi afundado por um torpedo alemão, mas quando os alemães e austro-húngaros estiveram certos da derrota afundaram sua própria esquadra.

## Restauração Manchu
O governo alemão foi acusado de estar por trás do golpe monarquista de Zhang Xun na China para evitar que a facção de pró-guerra de Duan Qirui apoiasse os Aliados. Depois de o golpe fracassar em julho de 1917, Duan usou o incidente como um pretexto para declarar guerra à Alemanha. As concessões alemãs e austro-húngaras em Tianjin e Hankou foram ocupadas e os cidadãos que ajudaram os Impérios Centrais foram detidos. Uma trama ainda mais grave foi o financiamento da Alemanha para o Movimento de Proteção Constitucional, que geograficamente dividiu a China em dois governos rivais por mais de 11 anos.

## Galeria

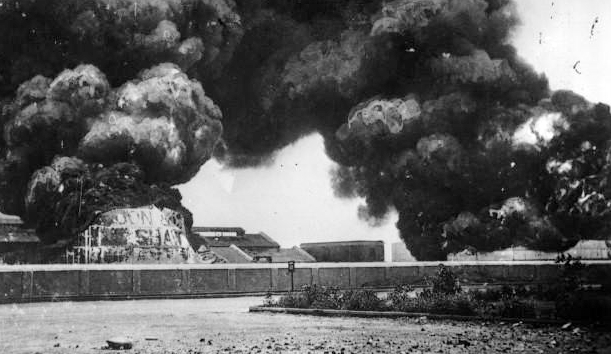
Tanques de petróleo em Madras em chamas depois de ser bombardeado pelo SMS Emden.
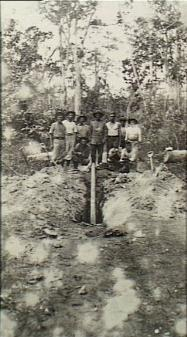
As tropas australianas depois de acharem uma mina terrestre alemã perto de uma estrada em Bita Paka, durante a campanha na Nova Guiné.
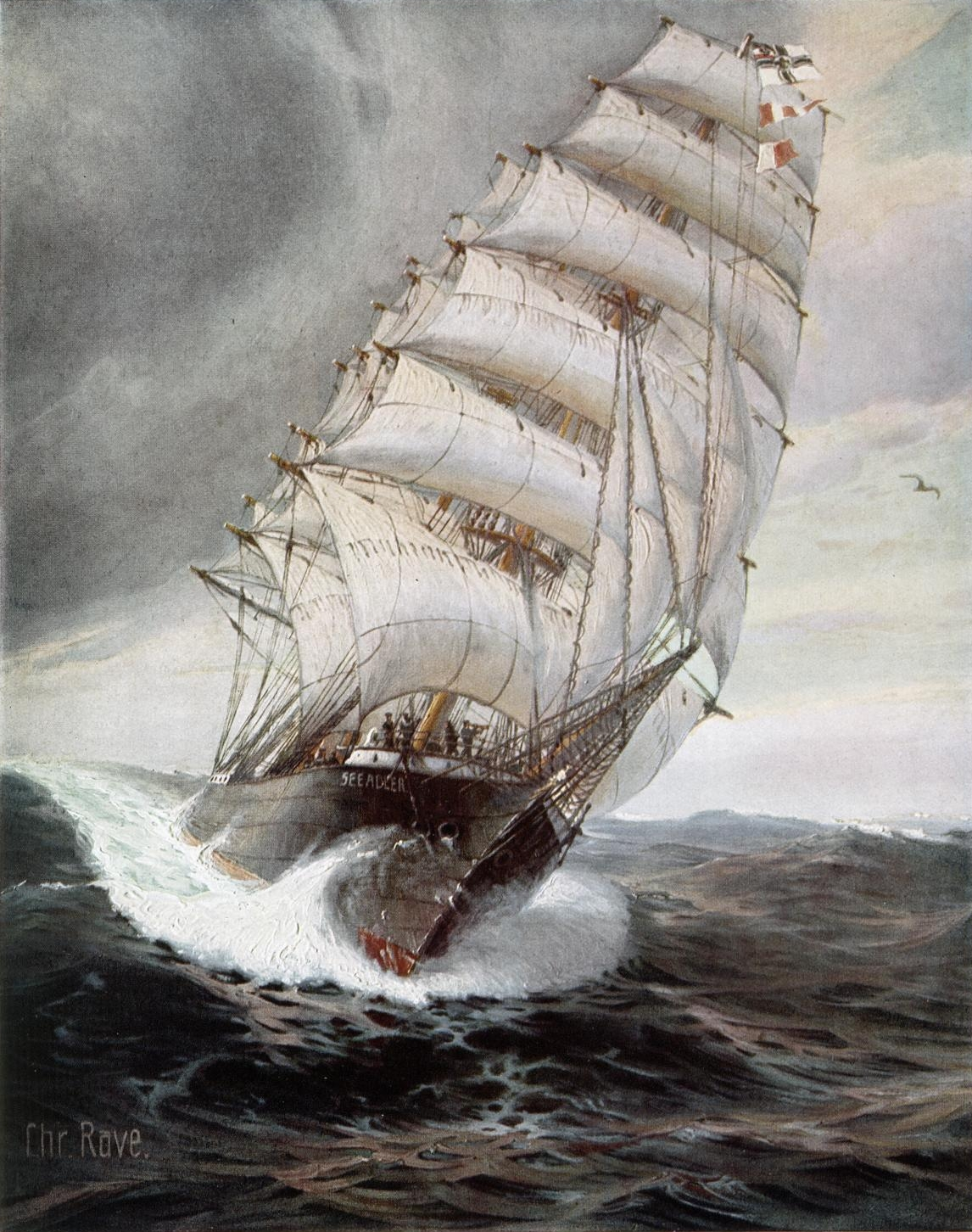
O cruzador auxiliar alemão, SMS Seeadler.